# 오제 (음악가)
오제(1989년 2월 7일 ~)는 대한민국의 콘트라베이스 연주가, 가수다. 2018년 싱글 앨범 [거울]로 데뷔했다.

## 방송
- 너의 노래를 들려줘 (2019)
- 내일은 미스트롯 2 (2020) - Top112

## 음반
- 거울 (2018)
- Phobia(포비아) (2018)
- Dreamer (2019)

## 공연
- 아마데우스 (2016)

## 수상
- 서울국제음악콩쿠르대회 현악부 3위 (2006)

## 뮤직비디오
- 크로키(Crocky) <'UR' $o Beautiful> (2020)

## 도서
- 해맑은 아이들의 동시 (2003)
- 염색 소동 (2022)